# Négykezes géppisztolyra
A Négykezes géppisztolyra (eredeti cím: Mobsters) 1991-ben bemutatott amerikai bűnügyi életrajzi filmdráma, melyet Michael Karbelnikoff rendezett. A főbb szerepekben Christian Slater, Patrick Dempsey, Costas Mandylor, Richard Grieco, Michael Gambon, Anthony Quinn, Lara Flynn Boyle és F. Murray Abraham látható.
Az Amerikai Egyesült Államokban 1991. július 26-án mutatták be a mozikban a Universal Pictures forgalmazásában. Bevételi és kritikai szempontból is gyengén teljesített. A 12. Arany Málna-gálán Quinnt és Slatert is jelölték legrosszabb férfi mellékszereplő kategóriában.

## Cselekmény
Az 1917 és 1931 között játszódó, részben fiktív elemeket tartalmazó életrajzi film négy New York-i gengszter – Lucky Luciano, Meyer Lansky, Frank Costello és Bugsy Siegel – életét mutatja be, tizenéves koruktól kezdve. A szesztilalom kezdetekor csempészéssel alapozzák meg bűnügyi pályafutásukat, olyan mentorok segítségével, mint Arnold Rothstein. Tevékenységükkel sértik az amerikai maffia érdekeit, ezért hatalomátvételt terveznek. Megalapítják A Bizottságot, felosztva New Yorkot az Öt család között.

## Szereplők
| Szerep                  | Színész           | Magyar hang          |
| ----------------------- | ----------------- | -------------------- |
| Charlie "Lucky" Luciano | Christian Slater  | Felföldi László      |
| Meyer Lansky            | Patrick Dempsey   | Schnell Ádám         |
| Frank Costello          | Costas Mandylor   | Reisenbüchler Sándor |
| Benjamin "Bugsy" Siegel | Richard Grieco    | Józsa Imre           |
| Arnold Rothstein        | F. Murray Abraham | Gruber Hugó          |
| Don Maranzano           | Michael Gambon    | Szabó Ottó           |
| Don Masseria            | Anthony Quinn     | Mádi Szabó Gábor     |
| Mara Motes              | Lara Flynn Boyle  | Györgyi Anna         |
| Tommy Reina             | Chris Penn        | Koroknay Géza        |
| Mad Dog Coll            | Nicholas Sadler   | Szokol Péter         |
| Antonio Luciano         | Andy Romano       | Surányi Imre         |
| Rocco                   | Robert Z'Dar      |                      |
| Catania                 | Frank Collison    | Izsóf Vilmos         |
| Joey                    | Rodney Eastman    |                      |
| Joe Profaci             | Joe Viterelli     | Simon György         |
| Al Capone               | Titus Welliver    | Balázsi Gyula        |

## Fogadtatás

### Bevételi adatok
Bár a film a premier hétvégéjén 6 millió dolláros bevétellel a második helyen nyitott az amerikai mozikban (a Terminátor 2. – Az ítélet napja mögött), nem tudta megőrizni ezt a lendületet. Az USA-ban összesen 20,2 millió dollár bevételt termelt.

### Kritikai visszhang
A film gyenge kritikákat kapott. A Rotten Tomatoes weboldalon 33 értékelés alapján 9%-on áll: „A stílusgazdagság és a néhány nagy név ellenére a film képtelen elmenekülni az üres történetvezetése, a dermesztő erőszakossága és a gengszterműfajra jellemző klisés koncepciói elől”.
Roger Ebert négyből két és fél csillagra értékelte. A kritikus szerint „a filmbéli erőszak és vérontás annyira túllép minden határt, hogy az aláássa a film többi részét és már a paródia irányába közelít”. A Variety cikke a fontoskodó rendezést, a rossz forgatókönyvet és a kusza történetmesélést bírálta.
Christian Slater a kudarcának okaként a vágást nevezte meg. „Különböző verziók kerültek a japán, európai és egyéb mozikba. Léteztek kibővített és rövidített változatok, mindenféle bizarr változat. Szerintem a közönség sosem láthatta a teljes filmet. Valahol ennek a káosznak a mélyén volt egy rendben lévő sztori. Ott volt a forgatókönyvben.”

### Díjak és jelölések
A 12. Arany Málna-gálán Quinnt és Slatert legrosszabb férfi mellékszereplő kategóriában jelölték a díjra. Végül Dan Aykroyd bizonyult a legrosszabb mellékszereplőnek az Eszelős szívatás című filmjével.

## Fordítás
- Ez a szócikk részben vagy egészben  a   Mobsters (film) című angol Wikipédia-szócikk fordításán alapul.  Az eredeti cikk szerkesztőit annak laptörténete sorolja fel. Ez a jelzés csupán a megfogalmazás eredetét és a szerzői jogokat jelzi, nem szolgál a cikkben szereplő információk forrásmegjelöléseként.